# Adesão da Moldávia à União Europeia
A Adesão da Moldávia à União Europeia (UE) está na actual agenda para o futuro alargamento da UE. Na sequência de um pedido da Moldávia em março de 2022, a Moldávia recebeu oficialmente o estatuto de candidato pela UE em 22 de junho de 2022.
A Moldávia estabeleceu como data-alvo 2030 para a adesão à UE.
Em 14 de dezembro de 2023, o Conselho Europeu decidiu abrir negociações de adesão com a Moldávia. É um dos nove actuais países candidatos à UE, juntamente com a Albânia, a Bósnia e Herzegovina, a Geórgia, o Montenegro, a Macedónia do Norte, a Sérvia, a Turquia e a Ucrânia. As negociações de adesão começaram oficialmente em 25 de junho de 2024, simultaneamente com as negociações com a Ucrânia.